# Roniel Iglesias
Roniel Iglesias Sotolongo (Pinar del Río, 14 agosto 1988) è un pugile cubano, della categoria dei pesi superleggeri, vincitore della medaglia d'oro alle olimpiadi di Londra 2012 e Tokyo 2020 e di bronzo a Pechino 2008.

## Biografia
Roniel Iglesias ha cominciato l'attività dilettantistica molto giovane e a soli 16 anni ha conquistato il titolo nazionale nella categoria dei pesi mosca.
Attualmente è allenato da Julio Mesa, Emiliano Chirino e Pedro Roque (allenatore della selezione nazionale).

## Carriera dilettantistica
Iglesias Sotolongo ha partecipato a due edizioni dei giochi olimpici e ad altrettante dei campionati del mondo, oltre che una edizione della coppa del mondo di pugilato.

### Principali incontri disputati
Statistiche aggiornate al 30 agosto 2012. 
| Evento              | Edizione         | Categoria             | Trentaduesimi                      | Sedicesimi                          | Ottavi                                 | Quarti                                  | Semifinale                             | Finale                               | Pos. | Note  |
| ------------------- | ---------------- | --------------------- | ---------------------------------- | ----------------------------------- | -------------------------------------- | --------------------------------------- | -------------------------------------- | ------------------------------------ | ---- | ----- |
| Olimpiadi           | Pechino 2008     | Superleggeri (-64 kg) | N.D.                               | Mahaman Smaila ( Camerun) V 15-1    | Driss Moussaid ( Marocco) V 15-4       | Gennady Kovalev ( Russia) V 5-2         | Manus Boonjumnong ( Thailandia) P 5-10 | non qualificato                      |      | [ 2 ] |
| Coppa del Mondo     | Mosca 2008       | Superleggeri (-64 kg) | N.D.                               | N.D.                                | N.D.                                   | Ramal Amanov ( Azerbaigian) V 18-6      | Alexandr Ivanov ( Russia) V 18-6       | U. Mönkh-Erdene ( Mongolia) V 16-2   |      | [ 3 ] |
| Mondiali            | Milano 2009      | Superleggeri (-64 kg) | N.D.                               | Brice Bassok ( Birmania) V 14-0     | Madadi Nagzibekov ( Tagikistan) V 15-1 | Scott Cardle ( Uzbekistan) V RSCI       | Munkh Uranchibeg ( Mongolia) V 6-4     | Frankie Gomez ( USA) V 8-2           |      | [ 4 ] |
| Giochi panamericani | Guadalajara 2011 | Superleggeri (-64 kg) | N.D.                               | Bye                                 | Juan Pablo Romero ( Messico) V 17-10   | José Maria Virula ( Guatemala) V 19-10  | Éverton Lopes ( Brasile) V 18-9        | Valentino Knowles ( Bahamas) V 22-14 |      | [ 5 ] |
| Mondiali            | Baku 2011        | Superleggeri (-64 kg) | Denys Berinčyk ( Ucraina) P 19-+19 | Non qualificato                     | Non qualificato                        | Non qualificato                         | Non qualificato                        | Non qualificato                      | 23º  | [ 6 ] |
| Olimpiadi           | Londra 2012      | Superleggeri (-64 kg) | N.D.                               | Cesar Villarraga ( Colombia) V 20-9 | Éverton Lopes ( Brasile) V 18-15       | Uktamjon Rahmonov ( Uzbekistan) V 21-15 | Vincenzo Mangiacapre ( Italia) V 15-8  | Denys Berinčyk ( Ucraina) V 22-15    |      |       |